# Kenya Kinski-Jones
Kenya Kinski-Jones (* 9. Februar 1993 als Kenya Julia Niambi Sarah Jones in Los Angeles, Kalifornien) ist ein US-amerikanisches Model.

## Leben
Jones wurde in 1993 in Los Angeles als Tochter des US-amerikanischen Musikers Quincy Jones (1933–2024) und der deutschen Schauspielerin Nastassja Kinski geboren. Ihr Großvater ist der deutsche Schauspieler Klaus Kinski. Sie hat zwei Halbgeschwister mütterlicherseits und sechs Halbgeschwister väterlicherseits, darunter die Schauspielerinnen Rashida und Kidada Jones und der Musikproduzent Quincy Jones III. 
Kinski-Jones studierte Journalistik an der Loyola Marymount University und erhielt 2015 ihren Bachelor of Arts. Sie wurde vom Modefotografen Bruce Weber entdeckt, der ihren ersten Modeljob für die spanische Vogue ablichtete. Sie begann ihre Karriere bei Ford Models. Ihre erste Laufstegshow war für Chanel. Sie wurde neben der Vogue auch für Zeitschriften wie Teen Vogue, Glamour und Harper’s Bazaar fotografiert. Sie ist seit 2011 mit dem Schauspieler Will Peltz liiert.